# Wołodymyr Abramow
Wołodymyr Mykołajowycz Abramow, ukr. Володимир Миколайович Абрамов, rus. Владимир Николаевич Абрамов, Władimir Nikołajewicz Abramow (ur. 21 czerwca 1949 w Woroszyłowgradzie, zm. 7 lipca 2017 w Ługańsku) – ukraiński piłkarz, grający na pozycji obrońcy, a wcześniej pomocnika.

## Kariera piłkarska

### Kariera klubowa
Wychowanek klubu Zoria Ługańsk. W 1968 rozpoczął karierę piłkarską w zespole Zwiezda Perm, skąd w lipcu 1968 roku powrócił do pierwszego składu Zorii Ługańsk. W ługańskim klubie występował przez 12 lat, rozegrał ponad 200 meczów w mistrzostwach ZSRR. W 1973 roku uczestniczył w dwóch meczach w Pucharze Mistrzów Europejskich. W 1978 r. nowy trener Zorii zrezygnował z Abramowa, dlatego przeniósł się do Krylji Sowietow Kujbyszew, którym pomógł zdobyć w 1978 roku awans do Wyższej Ligi ZSRR. Latem 1979 przeszedł do Metałurha Zaporoże, a w 1980 zakończył w nim karierę piłkarską.

## Kariera zawodowa
Po zakończeniu kariery piłkarskiej ze względu na konflikt z funkcjonariuszem piłki nożnej nie mógł zostać trenerem klubu profesjonalnego. Pracował w kopalni "Lugańska", trenował miejscową drużynę amatorską.

## Sukcesy i odznaczenia

### Sukcesy klubowe
- mistrz ZSRR: 1972
- finalista Pucharu ZSRR: 1974, 1975

### Sukcesy indywidualne
- wybrany do listy 33 najlepszych piłkarzy Ukraińskiej SRR: Nr 2 – 1972, Nr 3 – 1971, 1973, 1974

### Odznaczenia
- tytuł Mistrza Sportu ZSRR: 1970